# TCF7
TCF7 (англ. Transcription factor 7) – білок, який кодується однойменним геном, розташованим у людей на короткому плечі 5-ї хромосоми. Довжина поліпептидного ланцюга білка становить 384 амінокислот, а молекулярна маса — 41 642.
| 10         |  | 20         |  | 30         |  | 40         |  | 50         |
| ---------- |  | ---------- |  | ---------- |  | ---------- |  | ---------- |
| MPQLDSGGGG |  | AGGGDDLGAP |  | DELLAFQDEG |  | EEQDDKSRDS |  | AAGPERDLAE |
| LKSSLVNESE |  | GAAGGAGIPG |  | VPGAGAGARG |  | EAEALGREHA |  | AQRLFPDKLP |
| EPLEDGLKAP |  | ECTSGMYKET |  | VYSAFNLLMH |  | YPPPSGAGQH |  | PQPQPPLHKA |
| NQPPHGVPQL |  | SLYEHFNSPH |  | PTPAPADISQ |  | KQVHRPLQTP |  | DLSGFYSLTS |
| GSMGQLPHTV |  | SWFTHPSLML |  | GSGVPGHPAA |  | IPHPAIVPPS |  | GKQELQPFDR |
| NLKTQAESKA |  | EKEAKKPTIK |  | KPLNAFMLYM |  | KEMRAKVIAE |  | CTLKESAAIN |
| QILGRRWHAL |  | SREEQAKYYE |  | LARKERQLHM |  | QLYPGWSARD |  | NYGKKKRRSR |
| EKHQESTTET |  | NWPRELKDGN |  | GQESLSMSSS |  | SSPA       |  |            |

A: Аланін

C: Цистеїн

D: Аспарагінова кислота

E: Глутамінова кислота

F: Фенілаланін

G: Гліцин

H: Гістидин

I: Ізолейцин

K: Лізин

L: Лейцин

M: Метіонін

N: Аспарагін

P: Пролін

Q: Глутамін

R: Аргінін

S: Серин

T: Треонін

V: Валін

W: Триптофан

Кодований геном білок за функціями належить до репресорів, активаторів. 
Задіяний у таких біологічних процесах, як транскрипція, регуляція транскрипції, сигнальний шлях Wnt, альтернативний сплайсинг. 
Білок має сайт для зв'язування з ДНК. 
Локалізований у ядрі.